# Hjalmar Levin
John Gustaf Hjalmar Levin (Eskilstuna, 14 de junho de 1884 — Eskilstuna, 8 de março de 1983) foi um ciclista sueco. Representou a Suécia em duas provas de ciclismo de estrada nos Jogos Olímpicos de Verão de 1912, disputadas na cidade de Estocolmo.